# Східносуданська савана
Східносуданська савана (ідентифікатор WWF: AT0705) — афротропічний екорегіон тропічних та субтропічних луків, саван і чагарників, розташований в Центральній та Східній Африці.

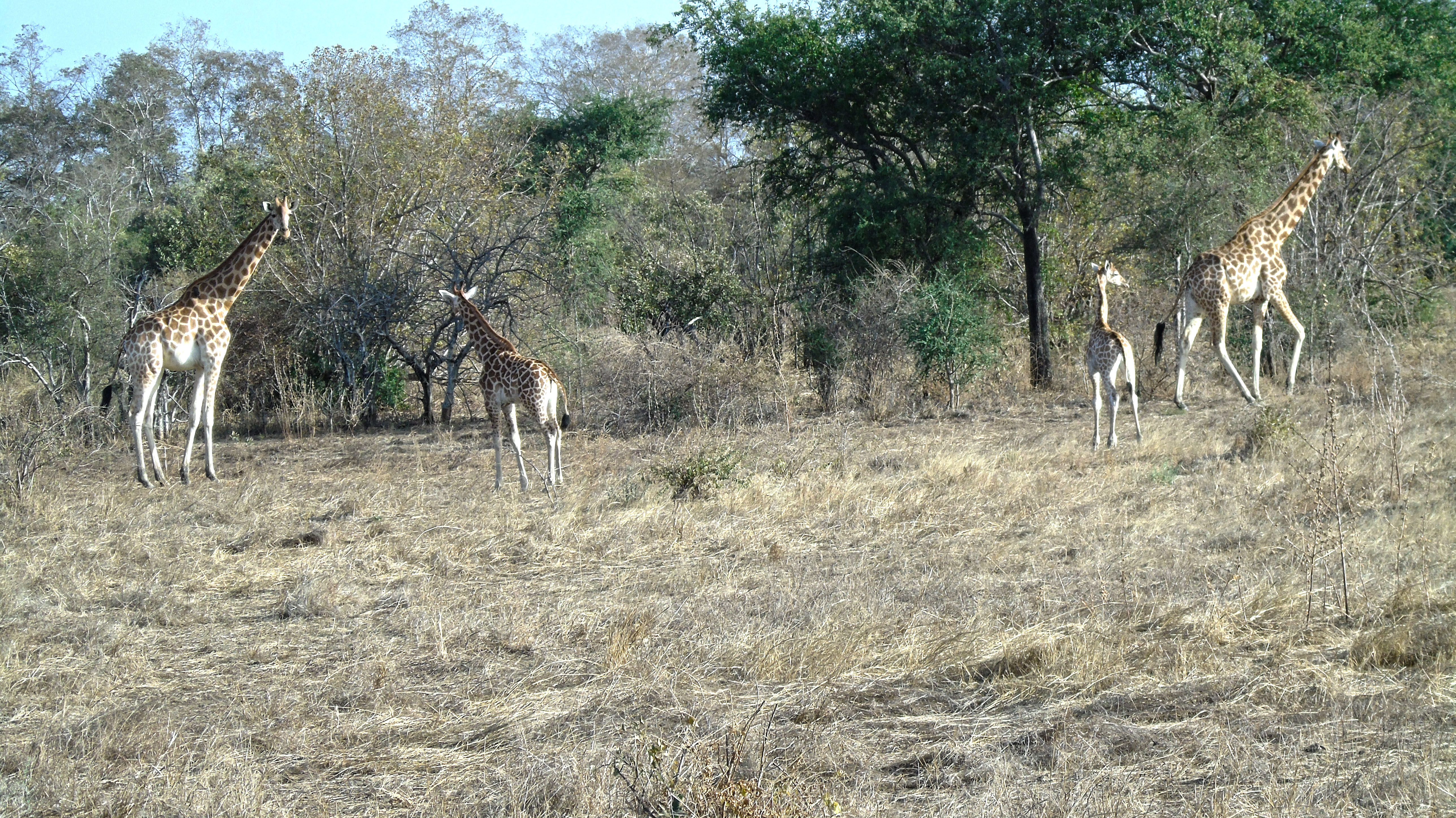
Група жирафів в Національний парк Закума (Чад)

## Географія
Екорегіон східносуданської савани розташований в Центральній і Східній Африці, між Камерунським і Ефіопським нагір'ями. На північ від нього починається регіон сухих акацієвих саван Сахелю, а ще північніше починається пустеля Сахара. Південніше регіону поширені більш вологі лісосавани. Затоплювані луки Судду, розташовані в Південному Судані, ділять східносуданську савану на західний і східний субрегіони. 
Західний субрегіон простягається із заходу на схід, охоплюючи північ Камеруну, південь Чаду, північну половину Центральноафриканської Республіки та північний схід Південного Судану. На півдні цей субрегіон переходить у лісосавану Північного Конго, а на заході — у західносуданську савану. Межею між цими великими масивами саван є гори Мандара, які виділяють у окремий екорегіон рідколісь Мандарського нагір'я.
Східний субрегіон простягається з півночі на південь, охопюючи південний схід Судану, південний захід Еритреї, захід Ефіопії, схід Південного Судану та північ Уганди, а також невелику частину Демократичної Республіки Конго на захід від озера Альберт. На сході він переходить у регіон гірських луків та рідколісь Ефіопії, на південному сході — у сомалійські та північні акацієво-комміфорові чагарники та хащі, на півдні — у лісосавану басейну Вікторії, а на заході — у лісосавану Північного Конго. В Ефіопії східний субрегіон оточує кілька анклавів ефіопських гірських лісів Ефіопії.
Рельєф регіону переважно рівнинний, розташований на висоті від 200 до 1000 м над рівнем моря. На заході Ефіопії та в районі озера Альберт регіон охоплює плоскогір'я. З геологічної точки зору в ньому переважають докембрійські породи фундаменту та пост-юрські породи кількох осадових басейнів. Переважна частина регіону лежить в межах басейну Середнього Нілу, а частина західного субрегіону охоплена басейном озера Чад. На півдні регіону переважають червоноземи та сірі лісові ґрунти, а на півночі — ентісолі. На сході регіону трапляються оксісолі (фералітні ґрунти) та вертісолі.
Регіон є слабозаселеним. Густота населення в ньому коливається від 1 до 5 осіб/км², хоча в деяких районах вона може досягати 20-30 осіб/км².

## Клімат
На півночі екорегіону переважає напівпустельний клімат (BSh за класифікацією кліматів Кеппена), а на півдні — саванний клімат (Aw за класифікацією Кеппена). Річна кількість опадів коливається від 1000 мм на півдні до 600 мм на півночі на краю Сахеля. Майже всі опади випадають протягом дощового сезону, що триває з квітня по жовтень. В цей час значні території на півдні Чаду та на півночі ЦАР затоплюються водою. Середньомісячна максимальна температура в регіоні становить 30-33 °C, а середня мінімальна — 18-21 °C.

### Приклади
| Клімат Гаруа, Камерун                      | Клімат Гаруа, Камерун | Клімат Гаруа, Камерун | Клімат Гаруа, Камерун | Клімат Гаруа, Камерун | Клімат Гаруа, Камерун | Клімат Гаруа, Камерун | Клімат Гаруа, Камерун | Клімат Гаруа, Камерун | Клімат Гаруа, Камерун | Клімат Гаруа, Камерун | Клімат Гаруа, Камерун | Клімат Гаруа, Камерун | Клімат Гаруа, Камерун |
| Показник                                   | Січ.                  | Лют.                  | Бер.                  | Квіт.                 | Трав.                 | Черв.                 | Лип.                  | Серп.                 | Вер.                  | Жовт.                 | Лист.                 | Груд.                 | Рік                   |
| Середній максимум, °C                      | 34,4                  | 37,3                  | 39,8                  | 39,5                  | 36,5                  | 33,2                  | 31,1                  | 30,7                  | 31,5                  | 34,2                  | 36,0                  | 34,8                  | 34,9                  |
| Середня температура, °C                    | 26,0                  | 28,9                  | 32,2                  | 33,0                  | 30,7                  | 28,2                  | 26,6                  | 26,4                  | 26,7                  | 28,1                  | 27,3                  | 26,0                  | 28,3                  |
| Середній мінімум, °C                       | 17,5                  | 20,5                  | 24,7                  | 26,4                  | 24,9                  | 23,2                  | 22,2                  | 22,0                  | 21,9                  | 22,2                  | 19,2                  | 17,3                  | 21,8                  |
| Середня кількість сонячних годин на місяць | 275,0                 | 252,6                 | 260,1                 | 245,4                 | 256,7                 | 224,4                 | 194,0                 | 187,2                 | 204,5                 | 261,5                 | 279,2                 | 286,5                 | 2927,1                |
| Днів з дощем                               | 0                     | 0                     | 1                     | 5                     | 9                     | 11                    | 14                    | 17                    | 24                    | 6                     | 1                     | 0                     |                       |
| ------------------------------------------ | --------------------- | --------------------- | --------------------- | --------------------- | --------------------- | --------------------- | --------------------- | --------------------- | --------------------- | --------------------- | --------------------- | --------------------- | --------------------- |

| Клімат Сарху, Чад (1961-1990)              | Клімат Сарху, Чад (1961-1990) | Клімат Сарху, Чад (1961-1990) | Клімат Сарху, Чад (1961-1990) | Клімат Сарху, Чад (1961-1990) | Клімат Сарху, Чад (1961-1990) | Клімат Сарху, Чад (1961-1990) | Клімат Сарху, Чад (1961-1990) | Клімат Сарху, Чад (1961-1990) | Клімат Сарху, Чад (1961-1990) | Клімат Сарху, Чад (1961-1990) | Клімат Сарху, Чад (1961-1990) | Клімат Сарху, Чад (1961-1990) | Клімат Сарху, Чад (1961-1990) |
| Показник                                   | Січ.                          | Лют.                          | Бер.                          | Квіт.                         | Трав.                         | Черв.                         | Лип.                          | Серп.                         | Вер.                          | Жовт.                         | Лист.                         | Груд.                         | Рік                           |
| Середній максимум, °C                      | 35,8                          | 38,0                          | 39,1                          | 38,5                          | 36,2                          | 33,2                          | 30,9                          | 30,6                          | 31,7                          | 33,6                          | 35,5                          | 35,4                          | 34,9                          |
| Середній мінімум, °C                       | 16,5                          | 18,8                          | 22,6                          | 24,7                          | 24,1                          | 22,6                          | 21,6                          | 21,5                          | 21,5                          | 21,7                          | 18,8                          | 16,4                          | 20,9                          |
| Середня кількість сонячних годин на місяць | 266,6                         | 243,6                         | 244,9                         | 237,0                         | 241,8                         | 207,0                         | 173,6                         | 176,7                         | 186,0                         | 232,5                         | 261,0                         | 266,6                         | 2737,3                        |
| Днів з дощем                               | 0                             | 1                             | 2                             | 5                             | 9                             | 12                            | 15                            | 18                            | 16                            | 7                             | 1                             | 0                             | 86                            |
| Вологість повітря, %                       | 33                            | 29                            | 37                            | 50                            | 61                            | 72                            | 79                            | 82                            | 80                            | 73                            | 57                            | 42                            | 58                            |
| ------------------------------------------ | ----------------------------- | ----------------------------- | ----------------------------- | ----------------------------- | ----------------------------- | ----------------------------- | ----------------------------- | ----------------------------- | ----------------------------- | ----------------------------- | ----------------------------- | ----------------------------- | ----------------------------- |

| Клімат Мунду, Чад (1961-1990)              | Клімат Мунду, Чад (1961-1990) | Клімат Мунду, Чад (1961-1990) | Клімат Мунду, Чад (1961-1990) | Клімат Мунду, Чад (1961-1990) | Клімат Мунду, Чад (1961-1990) | Клімат Мунду, Чад (1961-1990) | Клімат Мунду, Чад (1961-1990) | Клімат Мунду, Чад (1961-1990) | Клімат Мунду, Чад (1961-1990) | Клімат Мунду, Чад (1961-1990) | Клімат Мунду, Чад (1961-1990) | Клімат Мунду, Чад (1961-1990) | Клімат Мунду, Чад (1961-1990) |
| Показник                                   | Січ.                          | Лют.                          | Бер.                          | Квіт.                         | Трав.                         | Черв.                         | Лип.                          | Серп.                         | Вер.                          | Жовт.                         | Лист.                         | Груд.                         | Рік                           |
| Середній максимум, °C                      | 34,1                          | 36,7                          | 38,6                          | 38,0                          | 35,7                          | 32,3                          | 30,2                          | 29,8                          | 30,7                          | 33,1                          | 35,1                          | 34,2                          | 34,0                          |
| Середній мінімум, °C                       | 15,1                          | 18,3                          | 22,5                          | 24,2                          | 23,5                          | 22,1                          | 21,2                          | 21,0                          | 20,8                          | 21,0                          | 17,4                          | 14,6                          | 20,1                          |
| Середня кількість сонячних годин на місяць | 279,0                         | 249,2                         | 248,0                         | 234,0                         | 241,8                         | 210,0                         | 182,9                         | 170,5                         | 186,0                         | 235,6                         | 282,0                         | 291,4                         |                               |
| Днів з дощем                               | 0                             | 1                             | 2                             | 5                             | 9                             | 12                            | 15                            | 19                            | 13                            | 7                             | 2                             | 0                             | 85                            |
| Вологість повітря, %                       | 36                            | 28                            | 31                            | 50                            | 63                            | 73                            | 80                            | 81                            | 78                            | 73                            | 56                            | 45                            | 58                            |
| ------------------------------------------ | ----------------------------- | ----------------------------- | ----------------------------- | ----------------------------- | ----------------------------- | ----------------------------- | ----------------------------- | ----------------------------- | ----------------------------- | ----------------------------- | ----------------------------- | ----------------------------- | ----------------------------- |

| Клімат Бірао, ЦАР       | Клімат Бірао, ЦАР | Клімат Бірао, ЦАР | Клімат Бірао, ЦАР | Клімат Бірао, ЦАР | Клімат Бірао, ЦАР | Клімат Бірао, ЦАР | Клімат Бірао, ЦАР | Клімат Бірао, ЦАР | Клімат Бірао, ЦАР | Клімат Бірао, ЦАР | Клімат Бірао, ЦАР | Клімат Бірао, ЦАР | Клімат Бірао, ЦАР |
| Показник                | Січ.              | Лют.              | Бер.              | Квіт.             | Трав.             | Черв.             | Лип.              | Серп.             | Вер.              | Жовт.             | Лист.             | Груд.             |                   |
| Середній максимум, °C   | 34,7              | 37,3              | 39,4              | 39,7              | 37,9              | 35                | 31,4              | 30,8              | 32,1              | 34,5              | 35                | 33,6              |                   |
| Середня температура, °C | 23,7              | 26                | 28,8              | 30,4              | 30,2              | 28,3              | 25,7              | 25,3              | 25,9              | 26,5              | 23,9              | 22,5              |                   |
| Середній мінімум, °C    | 12,7              | 14,8              | 18,3              | 21,1              | 22,5              | 21,6              | 20,1              | 19,8              | 19,7              | 18,6              | 12,8              | 11,4              |                   |
| ----------------------- | ----------------- | ----------------- | ----------------- | ----------------- | ----------------- | ----------------- | ----------------- | ----------------- | ----------------- | ----------------- | ----------------- | ----------------- | ----------------- |

| Клімат Вау, Південний Судан                | Клімат Вау, Південний Судан | Клімат Вау, Південний Судан | Клімат Вау, Південний Судан | Клімат Вау, Південний Судан | Клімат Вау, Південний Судан | Клімат Вау, Південний Судан | Клімат Вау, Південний Судан | Клімат Вау, Південний Судан | Клімат Вау, Південний Судан | Клімат Вау, Південний Судан | Клімат Вау, Південний Судан | Клімат Вау, Південний Судан | Клімат Вау, Південний Судан |
| Показник                                   | Січ.                        | Лют.                        | Бер.                        | Квіт.                       | Трав.                       | Черв.                       | Лип.                        | Серп.                       | Вер.                        | Жовт.                       | Лист.                       | Груд.                       | Рік                         |
| Абсолютний максимум, °C                    | 41,1                        | 42,2                        | 43,5                        | 42,0                        | 41,5                        | 38,5                        | 36,5                        | 36,7                        | 40,0                        | 39,2                        | 38,5                        | 39,5                        | 43,5                        |
| Середній максимум, °C                      | 35,5                        | 37,1                        | 38,1                        | 37,4                        | 35,3                        | 32,9                        | 31,4                        | 31,4                        | 32,6                        | 33,8                        | 35,2                        | 35,2                        | 34,7                        |
| Середня температура, °C                    | 26,8                        | 28,5                        | 30,4                        | 30,6                        | 29,3                        | 27,5                        | 26,3                        | 26,2                        | 26,8                        | 27,4                        | 27,4                        | 26,5                        | 27,8                        |
| Середній мінімум, °C                       | 19,1                        | 19,9                        | 22,7                        | 23,8                        | 23,2                        | 22,0                        | 21,2                        | 21,0                        | 21,0                        | 21,0                        | 19,6                        | 17,9                        | 20,9                        |
| Абсолютний мінімум, °C                     | 9,3                         | 12,5                        | 14,9                        | 16,5                        | 19,5                        | 17,7                        | 18,0                        | 18,6                        | 17,0                        | 16,4                        | 11,4                        | 10,3                        | 9,3                         |
| Середня кількість сонячних годин на місяць | 288,3                       | 246,4                       | 229,4                       | 228,0                       | 220,1                       | 204,0                       | 182,9                       | 192,2                       | 204,0                       | 223,2                       | 264,0                       | 294,5                       | 2777,0                      |
| Норма опадів, мм                           | 1.3                         | 3.6                         | 18.6                        | 68.3                        | 118.8                       | 177.4                       | 176.0                       | 192.3                       | 179.4                       | 123.8                       | 14.9                        | 0.1                         | 1074.5                      |
| Днів з опадами                             | 0,2                         | 0,3                         | 3,4                         | 6,3                         | 11,4                        | 12,7                        | 15,9                        | 15,5                        | 23,7                        | 11,2                        | 1,7                         | 0,1                         | 102,4                       |
| Вологість повітря, %                       | 29                          | 26                          | 35                          | 48                          | 62                          | 71                          | 76                          | 77                          | 74                          | 69                          | 48                          | 35                          | 54                          |
| ------------------------------------------ | --------------------------- | --------------------------- | --------------------------- | --------------------------- | --------------------------- | --------------------------- | --------------------------- | --------------------------- | --------------------------- | --------------------------- | --------------------------- | --------------------------- | --------------------------- |

| Клімат Джуби, Південний Судан (1971–2000, екстремуми 1931–1990) | Клімат Джуби, Південний Судан (1971–2000, екстремуми 1931–1990) | Клімат Джуби, Південний Судан (1971–2000, екстремуми 1931–1990) | Клімат Джуби, Південний Судан (1971–2000, екстремуми 1931–1990) | Клімат Джуби, Південний Судан (1971–2000, екстремуми 1931–1990) | Клімат Джуби, Південний Судан (1971–2000, екстремуми 1931–1990) | Клімат Джуби, Південний Судан (1971–2000, екстремуми 1931–1990) | Клімат Джуби, Південний Судан (1971–2000, екстремуми 1931–1990) | Клімат Джуби, Південний Судан (1971–2000, екстремуми 1931–1990) | Клімат Джуби, Південний Судан (1971–2000, екстремуми 1931–1990) | Клімат Джуби, Південний Судан (1971–2000, екстремуми 1931–1990) | Клімат Джуби, Південний Судан (1971–2000, екстремуми 1931–1990) | Клімат Джуби, Південний Судан (1971–2000, екстремуми 1931–1990) | Клімат Джуби, Південний Судан (1971–2000, екстремуми 1931–1990) |
| Показник                                                        | Січ.                                                            | Лют.                                                            | Бер.                                                            | Квіт.                                                           | Трав.                                                           | Черв.                                                           | Лип.                                                            | Серп.                                                           | Вер.                                                            | Жовт.                                                           | Лист.                                                           | Груд.                                                           | Рік                                                             |
| Абсолютний максимум, °C                                         | 42,2                                                            | 43,0                                                            | 43,6                                                            | 42,4                                                            | 43,7                                                            | 38,5                                                            | 37,0                                                            | 38,5                                                            | 39,0                                                            | 39,6                                                            | 40,4                                                            | 42,8                                                            |                                                                 |
| Середній максимум, °C                                           | 36,8                                                            | 37,9                                                            | 37,7                                                            | 35,4                                                            | 33,5                                                            | 32,4                                                            | 31,1                                                            | 31,6                                                            | 33,1                                                            | 34,0                                                            | 34,7                                                            | 35,9                                                            | 34,5                                                            |
| Середня температура, °C                                         | 28,2                                                            | 29,3                                                            | 29,9                                                            | 28,7                                                            | 27,6                                                            | 26,5                                                            | 25,6                                                            | 25,5                                                            | 26,4                                                            | 26,9                                                            | 27,4                                                            | 27,5                                                            |                                                                 |
| Середній мінімум, °C                                            | 20,1                                                            | 21,7                                                            | 23,6                                                            | 23,4                                                            | 22,6                                                            | 21,9                                                            | 21,1                                                            | 21,0                                                            | 21,1                                                            | 21,3                                                            | 20,9                                                            | 20,0                                                            | 21,6                                                            |
| Абсолютний мінімум, °C                                          | 11,4                                                            | 12,2                                                            | 16,3                                                            | 16,5                                                            | 16,8                                                            | 14,0                                                            | 13,3                                                            | 16,0                                                            | 15,5                                                            | 14,0                                                            | 13,2                                                            | 13,9                                                            |                                                                 |
| Середня кількість сонячних годин на місяць                      | 279,0                                                           | 235,2                                                           | 210,8                                                           | 198,0                                                           | 207,7                                                           | 207,0                                                           | 182,9                                                           | 204,6                                                           | 228,0                                                           | 241,8                                                           | 237,0                                                           | 260,4                                                           | 2692,4                                                          |
| Днів з дощем                                                    | 1,4                                                             | 2,0                                                             | 6,6                                                             | 11,6                                                            | 12,4                                                            | 10,3                                                            | 13,0                                                            | 11,5                                                            | 8,6                                                             | 10,4                                                            | 6,5                                                             | 1,9                                                             | 96,2                                                            |
| Вологість повітря, %                                            | 44                                                              | 42                                                              | 51                                                              | 64                                                              | 73                                                              | 76                                                              | 81                                                              | 80                                                              | 77                                                              | 73                                                              | 69                                                              | 53                                                              | 65                                                              |
| --------------------------------------------------------------- | --------------------------------------------------------------- | --------------------------------------------------------------- | --------------------------------------------------------------- | --------------------------------------------------------------- | --------------------------------------------------------------- | --------------------------------------------------------------- | --------------------------------------------------------------- | --------------------------------------------------------------- | --------------------------------------------------------------- | --------------------------------------------------------------- | --------------------------------------------------------------- | --------------------------------------------------------------- | --------------------------------------------------------------- |

| Клімат Ед-Дамазіну, Судан (1961-1990)      | Клімат Ед-Дамазіну, Судан (1961-1990) | Клімат Ед-Дамазіну, Судан (1961-1990) | Клімат Ед-Дамазіну, Судан (1961-1990) | Клімат Ед-Дамазіну, Судан (1961-1990) | Клімат Ед-Дамазіну, Судан (1961-1990) | Клімат Ед-Дамазіну, Судан (1961-1990) | Клімат Ед-Дамазіну, Судан (1961-1990) | Клімат Ед-Дамазіну, Судан (1961-1990) | Клімат Ед-Дамазіну, Судан (1961-1990) | Клімат Ед-Дамазіну, Судан (1961-1990) | Клімат Ед-Дамазіну, Судан (1961-1990) | Клімат Ед-Дамазіну, Судан (1961-1990) | Клімат Ед-Дамазіну, Судан (1961-1990) |
| Показник                                   | Січ.                                  | Лют.                                  | Бер.                                  | Квіт.                                 | Трав.                                 | Черв.                                 | Лип.                                  | Серп.                                 | Вер.                                  | Жовт.                                 | Лист.                                 | Груд.                                 | Рік                                   |
| Абсолютний максимум, °C                    | 41,1                                  | 44,3                                  | 44,5                                  | 45,5                                  | 47,0                                  | 42,0                                  | 39,0                                  | 37,0                                  | 38,1                                  | 40,0                                  | 41,0                                  | 41,5                                  | 47,0                                  |
| Середній максимум, °C                      | 35,2                                  | 37,1                                  | 39,5                                  | 40,5                                  | 38,5                                  | 35,2                                  | 31,8                                  | 31,1                                  | 32,5                                  | 35,2                                  | 36,9                                  | 35,7                                  | 35,8                                  |
| Середня температура, °C                    | 26,0                                  | 27,7                                  | 30,7                                  | 32,2                                  | 31,7                                  | 29,1                                  | 26,7                                  | 26,1                                  | 26,7                                  | 28,2                                  | 27,9                                  | 26,3                                  | 28,3                                  |
| Середній мінімум, °C                       | 16,8                                  | 18,4                                  | 21,9                                  | 23,9                                  | 24,8                                  | 22,9                                  | 21,5                                  | 21,2                                  | 21,0                                  | 21,2                                  | 19,0                                  | 17,0                                  | 20,8                                  |
| Абсолютний мінімум, °C                     | 8,5                                   | 10,4                                  | 13,4                                  | 16,3                                  | 18,0                                  | 17,5                                  | 15,9                                  | 17,5                                  | 17,5                                  | 14,3                                  | 12,0                                  | 8,7                                   | 8,5                                   |
| Середня кількість сонячних годин на місяць | 303,8                                 | 280,0                                 | 294,5                                 | 288,0                                 | 257,3                                 | 201,0                                 | 170,5                                 | 182,9                                 | 204,0                                 | 251,1                                 | 279,0                                 | 294,5                                 | 3006,6                                |
| Днів з дощем                               | 0,0                                   | 0,1                                   | 0,3                                   | 1,4                                   | 6,0                                   | 12,3                                  | 16,1                                  | 16,9                                  | 12,4                                  | 4,7                                   | 0,5                                   | 0,0                                   | 70,7                                  |
| Вологість повітря, %                       | 29                                    | 23                                    | 21                                    | 24                                    | 43                                    | 59                                    | 72                                    | 79                                    | 76                                    | 67                                    | 38                                    | 32                                    | 46.9                                  |
| ------------------------------------------ | ------------------------------------- | ------------------------------------- | ------------------------------------- | ------------------------------------- | ------------------------------------- | ------------------------------------- | ------------------------------------- | ------------------------------------- | ------------------------------------- | ------------------------------------- | ------------------------------------- | ------------------------------------- | ------------------------------------- |

## Флора
В східносуданських саванах переважають комбретуми (Combretum spp.), терміналії (Terminalia spp.) та інші дерева, а також різноманітні високі трави та кущі. Найбільш поширеними травами є гіпарренії (Hyparrhenia spp.), також відомі як слонові трави. Їх висота часто перевищує один метр. У розпал сухого сезону багато дерев втрачає листя, а трави висихають, що часто призводить до пожеж.
У західному субрегіоні ростуть африканські берези (Anogeissus leiocarpa), африканські кігелії (Kigelia africana), також відомі як ковбасні дерева, та червоні акації (Vachellia seyal). У східному субрегіоні зустрічаються африканські берези (Anogeissus leiocarpa), суданські ладанові дерева (Boswellia papyrifera), ланнеї Шимпера (Lannea schimperi) та рожеві жакаранди (Stereospermum kunthianum). У річкових долинах на заході Ефіопії ростуть зарості саванного бамбука (Oxytenanthera abyssinica), а також високі трави, зокрема гіпарренії (Hyparrhenia spp.), цимбопогон (Cymbopogon spp.), плоскуха (Echinochloa spp.), сорго (Sorghum spp.) та перлове просо (Pennisetum spp.).
Загалом видовий склад і структура східносуданських і західносуданських саван є подібними, однак екорегіон східносуданської савани вирізняється вищим рівнем ендемізму. Тут росте близько 2750 видів судинних рослин, з яких близько третини видів є ендеміками. Однак, враховуючи значні розміри екорегіону, рівень флористичного ендемізму на одиницю площі є низьким.

## Фауна
Серед поширених в регіоні рідкісних видів ссавців слід відзначити саванного слона (Loxodonta africana), великі стада якого мешкають в Чаді та ЦАР, гієнову собаку (Lycaon pictus), лева (Panthera leo), африканського леопарда (Panthera pardus pardus) та суданського гепарда (Acinonyx jubatus soemmeringii). Чорні носороги (Diceros bicornis) та північні білі носороги (Ceratotherium simum cottoni) були винищені в регіоні. Обережна поведінка гігантської канни (Taurotragus derbianus gigas) та кінської антилопи (Hippotragus equinus) дозволила цим видам опиратися тиску браконьєрів. Вони є широко поширеними в ЦАР, однак в Судані вони були майже повністю знищені.
Серед ендеміків регіону слід відзначити гундську мишу (Mus goundae), чадського амаранта (Lagonosticta umbrinodorsalis), строкатоспинного ткачика (Ploceus spekeoides), марадійську змію (Rhamphiophis maradiensis) та змієокого сцинка Вілсона (Panaspis wilsoni). 

## Збереження
Оцінка 2017 року показала, що 245 983 км², або 23 % екорегіону, є заповідними територіями. Природоохоронні території включають:
- Національний парк Діндер — Судан;
- Національний парк Радом[en] — Судан;
- Національний парк Бома — Південний Судан;
- Національний парк Закума[en] — Чад;
- Національний парк Маново-Гоунда-Сен-Флоріс — ЦАР;
- Національний парк Бамінгі-Бангоран[en] — ЦАР;
- Національний парк Гамбелла — Ефіопія;
- Лісовий заповідник Кей[en] — Уганда.